# Rhesala asphalta
Rhesala asphalta är en fjärilsart som beskrevs av Swinhoe 1901. Rhesala asphalta ingår i släktet Rhesala och familjen nattflyn. Inga underarter finns listade.